# Modena Football Club 1912-1913
Questa voce raccoglie le informazioni riguardanti il Modena Football Club nelle competizioni ufficiali della stagione 1912-1913.

## Stagione
Fu incluso nella sezione veneto-emiliana, gestito dal Comitato Regionale Veneto-Emiliano della F.I.G.C., in cui si classificò sesto.

## Divise
| Prima divisa |

## Rosa
| N. |                   | Ruolo | Calciatore           |
| -- | ----------------- | ----- | -------------------- |
|    | Italia (bandiera) | P     | Diaderico Raffaldini |
|    | Italia (bandiera) | P     | Lionello Leonelli    |
|    | Italia (bandiera) | D     | Paolo Ruini          |
|    | Italia (bandiera) | D     | Silvio Secchi        |
|    | Italia (bandiera) | C     | Emanuele De Lucchi   |
|    | Italia (bandiera) | C     | Renato Giberti       |
|    | Italia (bandiera) | C     | Emilio Panini        |
|    | Italia (bandiera) | C     | Edgardo Rota         |
|    | Italia (bandiera) | C     | Francesco Vaccari    |
|    | Italia (bandiera) | C     | Luigi Ventura        |

| N. |                   | Ruolo | Calciatore             |
| -- | ----------------- | ----- | ---------------------- |
|    | Italia (bandiera) | C     | Canzio Zanasi          |
|    | Italia (bandiera) | C     | Giuseppe Zanetti       |
|    | Italia (bandiera) | A     | Romeo Brazzi           |
|    | Italia (bandiera) | A     | Luca Mariani           |
|    | Italia (bandiera) | A     | Alberto Minchio        |
|    | Italia (bandiera) | A     | Emilio Francesco Necco |
|    | Italia (bandiera) | A     | Mario Rossi            |
|    | Italia (bandiera) | A     | Giuseppe Soresina      |
|    | Italia (bandiera) | A     | Salvatore Tosatti      |
|    | Italia (bandiera) | A     | Camillo Vaccari        |

## Risultati

### Campionato

#### Sezione veneto-emiliana

##### Girone di andata
| Arbitro: | Cattaneo (Milano) |

|  |           |                         |
|  | Marcatori | 16’ Piccoli 80’ Vivante |

| Arbitro: | Brivio (Verona) |

|            |           |  |
| Fiorio 15’ | Marcatori |  |

| Arbitro: | Terzolo (Milano) |

|                                                                                           |           |  |
| A. Masprone 22’ A. Trerè 27’ A. Bascheni 50’, 54’ G. Bianchi 72’, 75’ L. Hiniger 83’, 87’ | Marcatori |  |

| Arbitro: | Terzolo (Milano) |

|  |           |                                              |
|  | Marcatori | 5’, 38’, 58’ Brevedan 18’ Palù 30’ Pasinetti |

| Arbitro: | Brivio (Verona) |

|                                                              |           |             |
| G. Tonini ?’, ?’, ?’ Ghiselli 11’ Casalini Burba Veronese U. | Marcatori | 21’ Minchio |

##### Girone di ritorno
| Arbitro: | Bortoletti (Venezia) |

|                                                         |           |                                 |
| Vecchina ?’, ?’, ?’ Vivante ?’, ?’, ?’ Piccoli Vianello | Marcatori | 75’ (aut.) Riccobon 80’ Minchio |

| Arbitro: | Cattaneo (Milano) |

|            |           |  |
| Brazzi 46’ | Marcatori |  |

| Arbitro: | Terzolo (Milano) |

|            |           |                                                      |
| Tosatti 4’ | Marcatori | 12’ Vigevani (I) 73’, 88’ H. Liniger 74’ A. Masprone |

| Arbitro: | Brivio (Verona) |

|                                         |           |            |
| Angelini 15’ Cozzi II 65’ Pasinetti 77’ | Marcatori | 20’ Brazzi |

| Arbitro: | Colombo (Milano) |

|  |           |                                           |
|  | Marcatori | 18’ Tonini II 35’, 66’ Tonini I 46’ Zorzi |

## Statistiche

### Statistiche di squadra
| Competizione    | Punti | In casa | In casa | In casa | In casa | In casa | In casa | In trasferta | In trasferta | In trasferta | In trasferta | In trasferta | In trasferta | Totale | Totale | Totale | Totale | Totale | Totale | DR  |
| Competizione    | Punti | G       | V       | N       | P       | Gf      | Gs      | G            | V            | N            | P            | Gf           | Gs           | G      | V      | N      | P      | Gf     | Gs     | DR  |
| --------------- | ----- | ------- | ------- | ------- | ------- | ------- | ------- | ------------ | ------------ | ------------ | ------------ | ------------ | ------------ | ------ | ------ | ------ | ------ | ------ | ------ | --- |
| Prima Categoria | 2     | 5       | .       | .       | .       | ..      | ..      | 5            | .            | .            | .            | ..           | ..           | 10     | 1      | 0      | 9      | 6      | 42     | -36 |

### Statistiche dei giocatori
| Giocatore     | Prima Categoria | Prima Categoria |
| Giocatore     | Presenze        | Reti            |
| ------------- | --------------- | --------------- |
| R. Brazzi     | 6               | 2               |
| R. Giberti    | 7               | 0               |
| L. Leonelli   | 1               | 0               |
| L. Mariani    | 10              | 0               |
| E. Minchio    | 6               | 4               |
| E. Panini     | 1               | 0               |
| D. Raffaldini | 9               | 0               |
| M. Rossi      | 1               | 0               |
| E. Rota       | 10              | 0               |
| P. Ruini      | 4               | 0               |
| S. Secchi     | 10              | 0               |
| G. Soresina   | 6               | 0               |
| S. Tosatti    | 8               | 1               |
| Vaccani (I)   | 3               | 0               |
| Vaccani (II)  | 2               | 0               |
| L. Ventura    | 10              | 0               |
| C. Zanasi     | 5               | 0               |
| G. Zanetti    | 8               | 0               |